# Oscar Polli
Pas d'image ? Cliquez ici
Oscar Polli, né le 1er juin 1965 à Monza, est un pilote italien de rallye-raid moto.

## Rallye Dakar

### Autres rallyes
- Vainqueur de l'Africa Eco Race en 2012
- Vainqueur du Rallye des Pharaons en 2007

### Championnat du monde
- Champion du monde en 2008